# Cyprinodon pecosensis
Cyprinodon pecosensis är en fiskart som beskrevs av Echelle och Echelle, 1978. Cyprinodon pecosensis ingår i släktet Cyprinodon och familjen Cyprinodontidae. IUCN kategoriserar arten globalt som akut hotad. Inga underarter finns listade i Catalogue of Life.